# Stripper clip

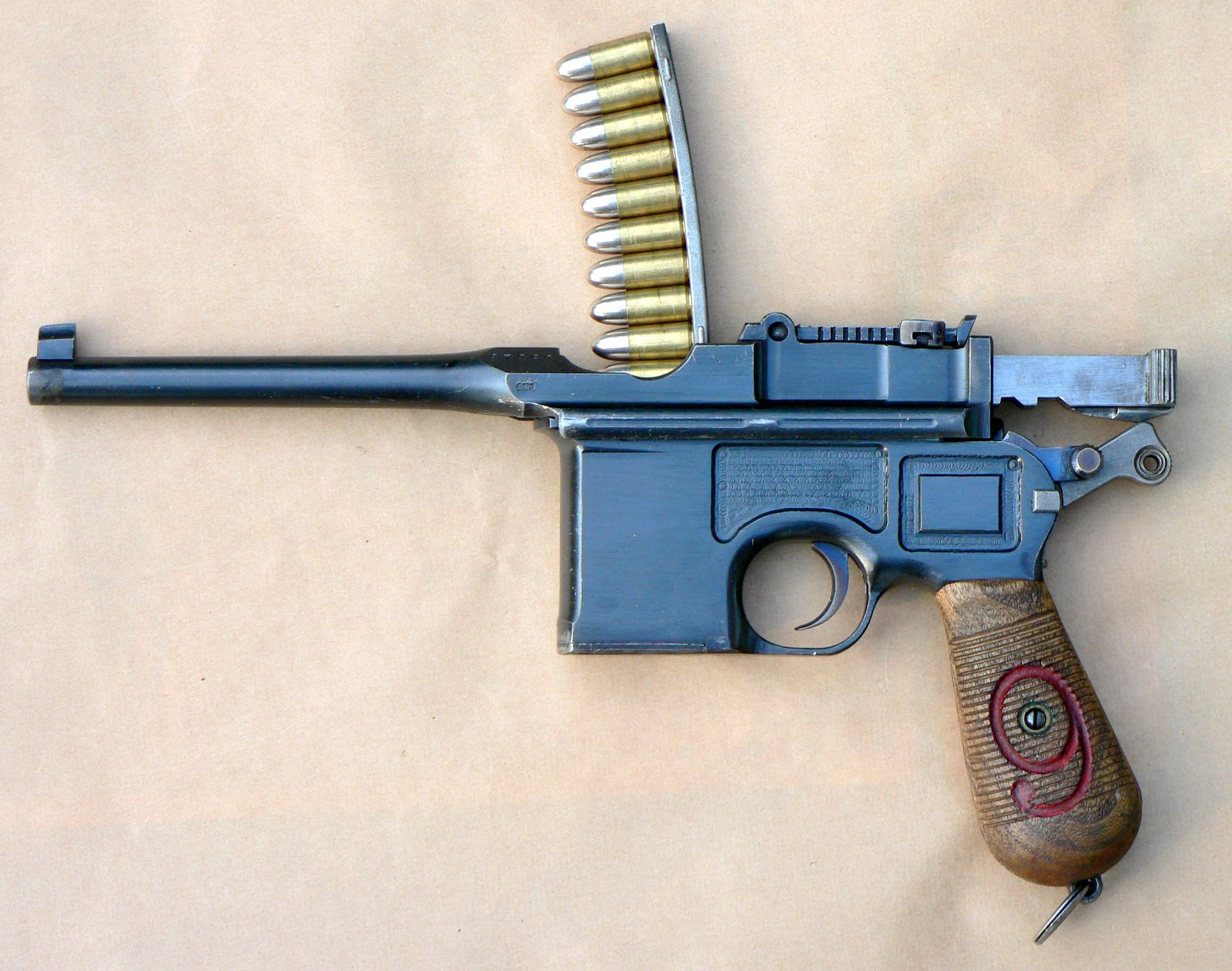
Una pistola Mauser C96 caricata con l'ausilio della stripper clip.

Uno stripper clip in (italiano lastrina) è un dispositivo di caricamento rapido per armi da fuoco portatili che mantiene unite più cartucce per facilitare il riempimento del caricatore di un'arma da fuoco. Di regola è utilizzata solo per caricare il serbatoio, ma non è propriamente indispensabile per il funzionamento dell'arma, in quanto i colpi possono essere inseriti anche a mano uno a uno nel caricatore. Armi famose che usano questo metodo di caricamento solo il  Kar98k di fabbricazione tedesca, il Mosin-Nagant e il Simonov SKS di fabbricazione sovietica.